# Liste der Bodendenkmäler in Schwalmtal (Niederrhein)
Die Liste der Bodendenkmäler in Schwalmtal enthält die denkmalgeschützten unterirdischen baulichen Anlagen, Reste oberirdischer baulicher Anlagen, Zeugnisse tierischen und pflanzlichen Lebens und paläontologischen Reste auf dem Gebiet der Gemeinde Schwalmtal im Kreis Viersen in Nordrhein-Westfalen (Stand: Oktober 2020). Diese Bodendenkmäler sind in Teil B der Denkmalliste der Gemeinde Schwalmtal eingetragen; Grundlage für die Aufnahme ist das Denkmalschutzgesetz Nordrhein-Westfalen (DSchG NRW).

## Liste der Bodendenkmäler
| Bild | Bezeichnung                       | Lage                                                 | Beschreibung | Bauzeit         | Eingetragen seit | Denkmal- nummer |
| ---- | --------------------------------- | ---------------------------------------------------- | ------------ | --------------- | ---------------- | --------------- |
|      | Landwehrteilstück                 | Waldniel Fischeln                                    |              | Mittelalter     | 30.01.1980       | VIE001          |
|      | Galgenhügel                       | Amern In den Tannen am Gerichtsberg                  |              | Mittelalter     | 15.09.1981       | VIE012          |
|      | Landwehr, Jülicher Binnenlandwehr | Amern Brandpeschen, Buppertspeschen, Ännchenspeschen |              | Mittelalter     | 21.04.2001       | VIE019a         |
|      | Landwehr, Jülicher Binnenlandwehr | Amern Bullemer Seite                                 |              | Mittelalter     | 21.04.2001       | VIE019c         |
|      | Flachsröste                       | Waldniel Heide                                       |              | Neuzeit         | 23.02.1982       | VIE069          |
|      | Flachsrösten (20 Gruben)          | Amern Brüggenerhütter Peschen                        |              | Neuzeit         | 27.08.1985       | VIE106          |
|      | Flachsrösten (74 Gruben)          | Waldniel Finnpesch                                   |              | Neuzeit         | 08.01.1986       | VIE108          |
|      | Burgwüstung Haus Bocholtz         | Waldniel Gangesallee                                 |              | Mittelalter     | 30.10.1990       | VIE128          |
|      | Alte Pfarrkirche und Gräberfeld   | Waldniel Markt                                       |              | Spätmittelalter | 26.10.2009       | VIE154          |
|      | Flachsgruben                      | Amern                                                |              |                 | 17.09.2018       | VIE165          |
|      | Flachsgruben                      | Amern                                                |              |                 | 17.09.2018       | VIE166          |
|      | Landwehr, Jülicher Binnenlandwehr | Amern                                                |              |                 | 17.09.2018       | VIE168          |